# 루카 발트슈미트
잔 루카 발트슈미트(독일어: Gian Luca Waldschmidt, 1996년 5월 19일 ~ )는 독일의 축구 선수로, 현재 독일 분데스리가의 1. FC 쾰른에서 공격수로 활약하고 있다.